# Parc national Los Novillos
Le parc national Los Novillos (espagnol : Parque nacional Los Novillos) est un parc national du Mexique situé au Coahuila. Le parc a une superficie de 42 ha et a été créé en 1940. Il est administré par la Comisión Nacional de Áreas Naturales Protegidas.